# Gosnay
Gosnay [ɡonɛ] est une commune française située dans le département du Pas-de-Calais en région Hauts-de-France. Ses habitants sont appelés les Gosnaysiens.
La commune fait partie de la communauté d'agglomération de Béthune-Bruay, Artois-Lys Romane qui regroupe 100 communes et compte 275 327 habitants en 2021.

## Géographie

### Localisation
Localisée dans l'est du département du Pas-de-Calais, Gosnay est une commune de la vallée de la Lawe située, à vol d'oiseau, à 4 km au sud-ouest de la commune de Béthune (chef-lieu d'arrondissement).
Le territoire de la commune est limitrophe de ceux de cinq communes.
Les communes limitrophes sont  Bruay-la-Buissière, Fouquereuil, Fouquières-lès-Béthune, Hesdigneul-lès-Béthune et Labeuvrière.

### Géologie et relief
La superficie de la commune est de 2,21 km2 ; son altitude varie de 25  à   61 mètres.

### Hydrographie
Le territoire de la commune est situé dans le bassin Artois-Picardie.
La commune est traversée par la Lawe, cours d'eau naturel de 40,97 km, qui prend sa source dans la commune de Magnicourt-en-Comte et se jette dans la Lys au niveau de la commune de La Gorgue, et par la Blanche, d'une longueur de 4,48 km, qui prend sa source dans la commune et se jette dans la Lawe au niveau de la commune de Béthune.

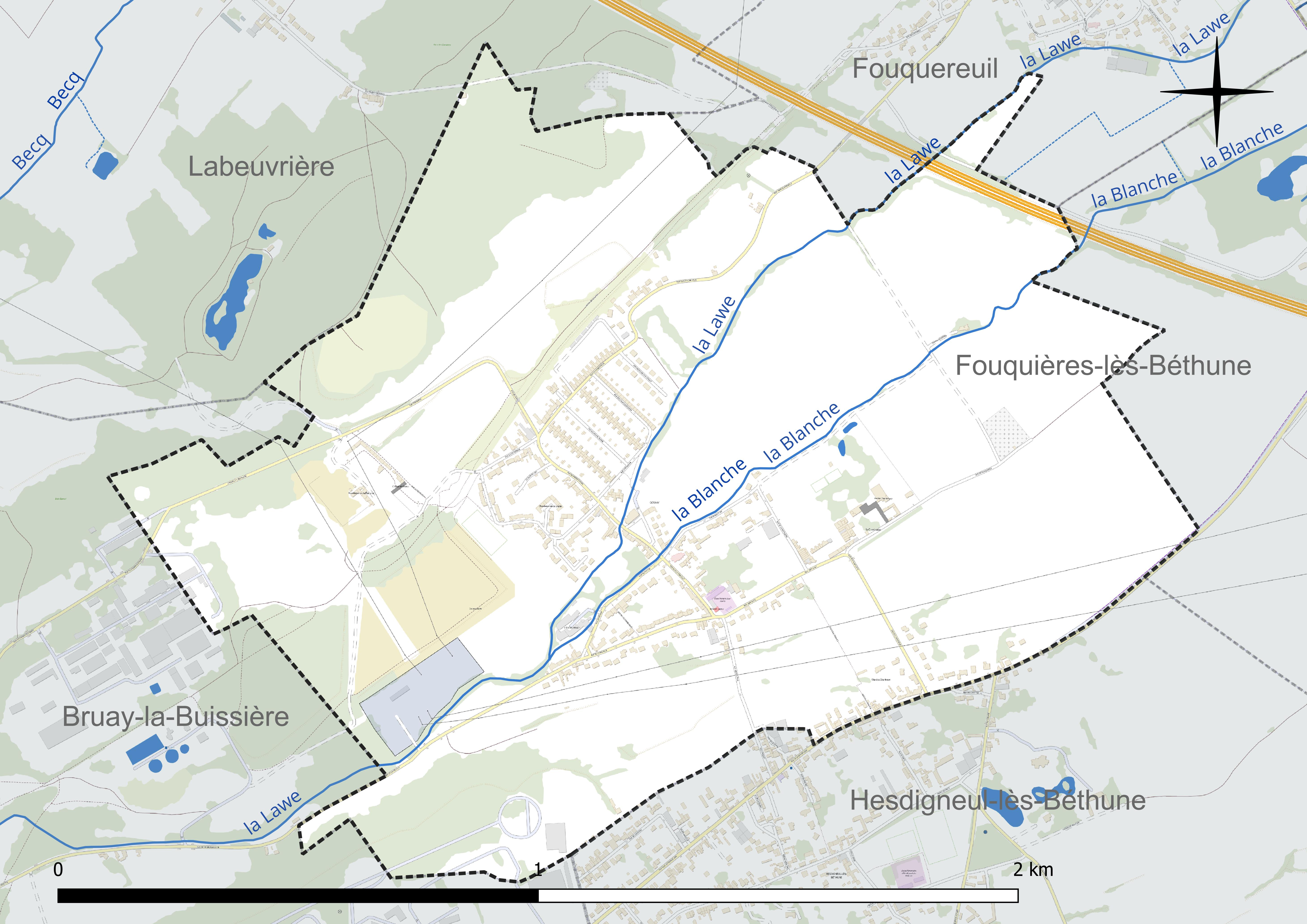
Réseau hydrographique de Gosnay.

### Climat
Pour des articles plus généraux, voir Climat des Hauts-de-France et Climat du Pas-de-Calais.
En 2010, le climat de la commune est de type climat océanique dégradé des plaines du Centre et du Nord, selon une étude du CNRS s'appuyant sur une série de données couvrant la période 1971-2000. En 2020, Météo-France publie une typologie des climats de la France métropolitaine dans laquelle la commune est exposée à un climat océanique et est dans la région climatique Côtes de la Manche orientale, caractérisée par un faible ensoleillement (1 550 h/an) ; forte humidité de l’air (plus de 20 h/jour avec humidité relative > 80 % en hiver), vents forts fréquents.
Pour la période 1971-2000, la température annuelle moyenne est de 10,4 °C, avec une amplitude thermique annuelle de 14 °C. Le cumul annuel moyen de précipitations est de 755 mm, avec 12,2 jours de précipitations en janvier et 8,9 jours en juillet. Pour la période 1991-2020, la température moyenne annuelle observée sur la station météorologique la plus proche, située sur la commune de Lillers à 10 km à vol d'oiseau, est de 11,1 °C et le cumul annuel moyen de précipitations est de 731,5 mm,. Pour l'avenir, les paramètres climatiques de la commune estimés pour 2050 selon différents scénarios d'émission de gaz à effet de serre sont consultables sur un site dédié publié par Météo-France en novembre 2022.

### Milieux naturels et biodiversité
Une friche industrielle (ancien site Carbolux avec d'anciens bassins de décantation et lieux de stockage des goudrons et d'autres sous-produits de la cokerie) a fait l'objet d'un long chantier de dépollution, puis d'une requalification paysagère (avec l'aide de la communauté d'agglomération Artois Comm), qui permettrait à terme de l'intégrer dans la trame verte locale. En 2007 et 2008 plus de 1000 arbustes ont été plantés sur le site (buddleias, argousiers, oliviers de Bohême, bouleaux verruqueux, saules Marsault, genêts à balais, ajoncs, prunelliers, églantiers, cornouillers mâles et sanguins, viornes lantane et obier, fusains d'Europe, aulne, sureau noir, saule commun, troëne..), avec en 2009 une animation par un paysagiste.

#### Espace protégé et géré
La protection réglementaire est le mode d’intervention le plus fort pour préserver des espaces naturels remarquables et leur biodiversité associée.
Dans ce cadre, on trouve sur le territoire de la commune un terrain géré (location, convention de gestion) par le conservatoire d'espaces naturels des Hauts-de-France : le bois des dames, d'une superficie de 140 ha.

#### Zone naturelle d'intérêt écologique, faunistique et floristique
L’inventaire des zones naturelles d'intérêt écologique, faunistique et floristique (ZNIEFF) a pour objectif de réaliser une couverture des zones les plus intéressantes sur le plan écologique, essentiellement dans la perspective d’améliorer la connaissance du patrimoine naturel national et de fournir aux différents décideurs un outil d’aide à la prise en compte de l’environnement dans l’aménagement du territoire.
Le territoire communal comprend une ZNIEFF de type 1 : le bois des Dames, d’une superficie de 634 ha et d'une altitude variant de 36  à   76 mètres.

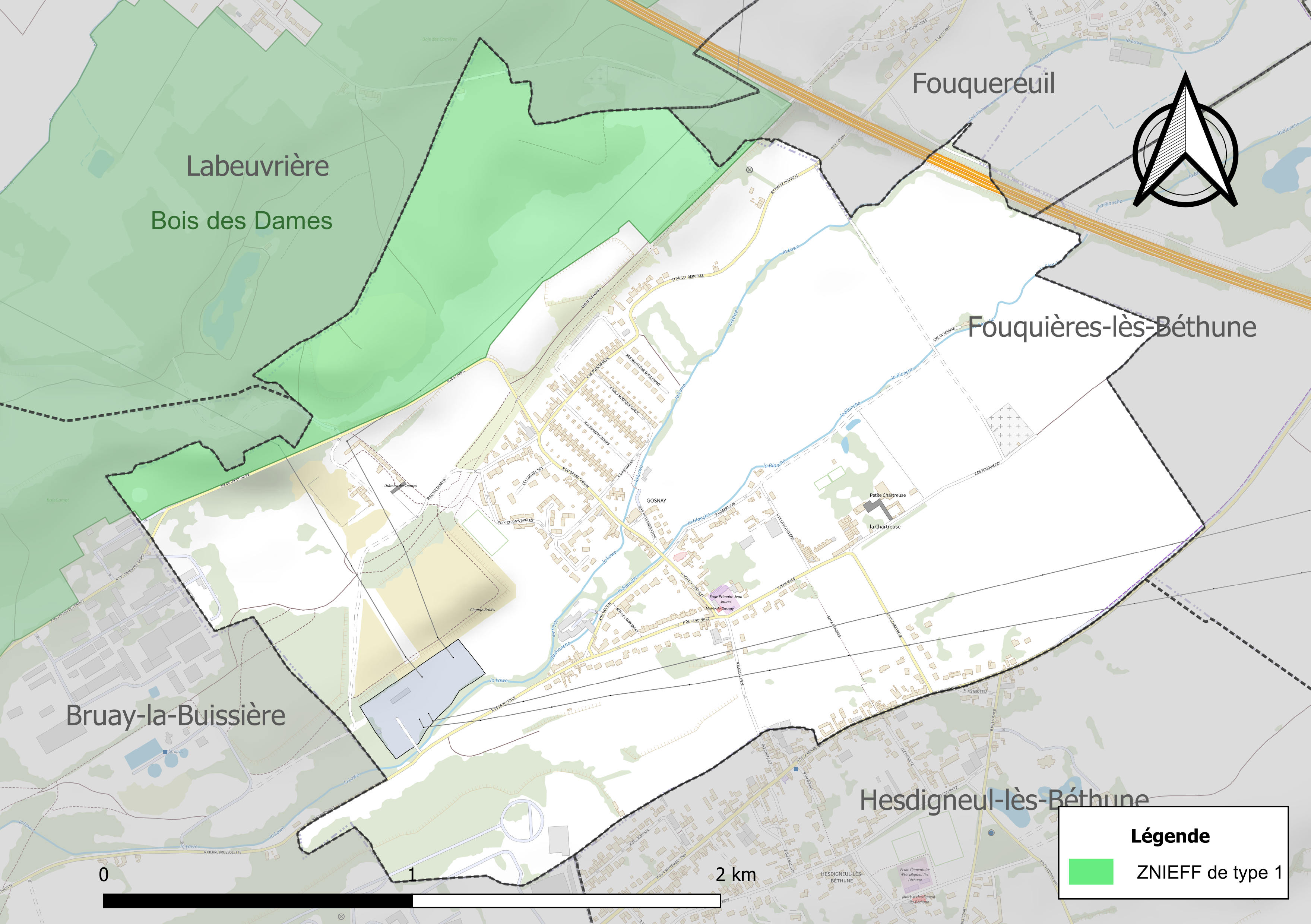
Carte de la ZNIEFF sur la commune.

La commune de Gosnay (ainsi que celles de Labeuvrière, Lapugnoy, Bruay-la-Buissière), qui font partie de la ZNIEFF, abrite une partie du bois des Dames, qui s'étend sur près de 401 ha. C'est l'une des deux seules forêts de protection de la région Nord-Pas-de-Calais, instituée en 1984 en application du code forestier,. C'est un élément important de la trame verte régionale, qui doit aussi être connecté à la trame bleue dans le cadre du Sage de la Lys, via le corridor de la vallée de la Lawe à connecter à la ceinture verte de Béthune dans le cadre d'un SAGE.

#### Espèces faunistiques et floristiques
Le site de l’Inventaire national du patrimoine naturel (INPN) recense 316 espèces faunistiques et floristiques sur le territoire de la commune dont 32 protégées et 9 taxons (espèces et sous-espèces) menacées et quasi-menacées.

## Urbanisme

### Typologie
Au 1er janvier 2024, Gosnay est catégorisée ceinture urbaine, selon la nouvelle grille communale de densité à sept niveaux définie par l'Insee en 2022.
Elle appartient à l'unité urbaine de Béthune, une agglomération inter-départementale regroupant 94  communes, dont elle est une commune de la banlieue,,. Par ailleurs la commune fait partie de l'aire d'attraction de Béthune, dont elle est une commune de la couronne,. Cette aire, qui regroupe 23 communes, est catégorisée dans les aires de 50 000 à moins de 200 000 habitants,.

### Occupation des sols
L'occupation des sols de la commune, telle qu'elle ressort de la base de données européenne d’occupation biophysique des sols Corine Land Cover (CLC), est marquée par l'importance des territoires agricoles (52,6 % en 2018), une proportion identique à celle de 1990 (52,6 %). La répartition détaillée en 2018 est la suivante : 
terres arables (52,6 %), zones urbanisées (20,5 %), forêts (12,6 %), milieux à végétation arbustive et/ou herbacée (7,5 %), zones industrielles ou commerciales et réseaux de communication (6,9 %). L'évolution de l’occupation des sols de la commune et de ses infrastructures peut être observée sur les différentes représentations cartographiques du territoire : la carte de Cassini (XVIIIe siècle), la carte d'état-major (1820-1866) et les cartes ou photos aériennes de l'IGN pour la période actuelle (1950 à aujourd'hui).

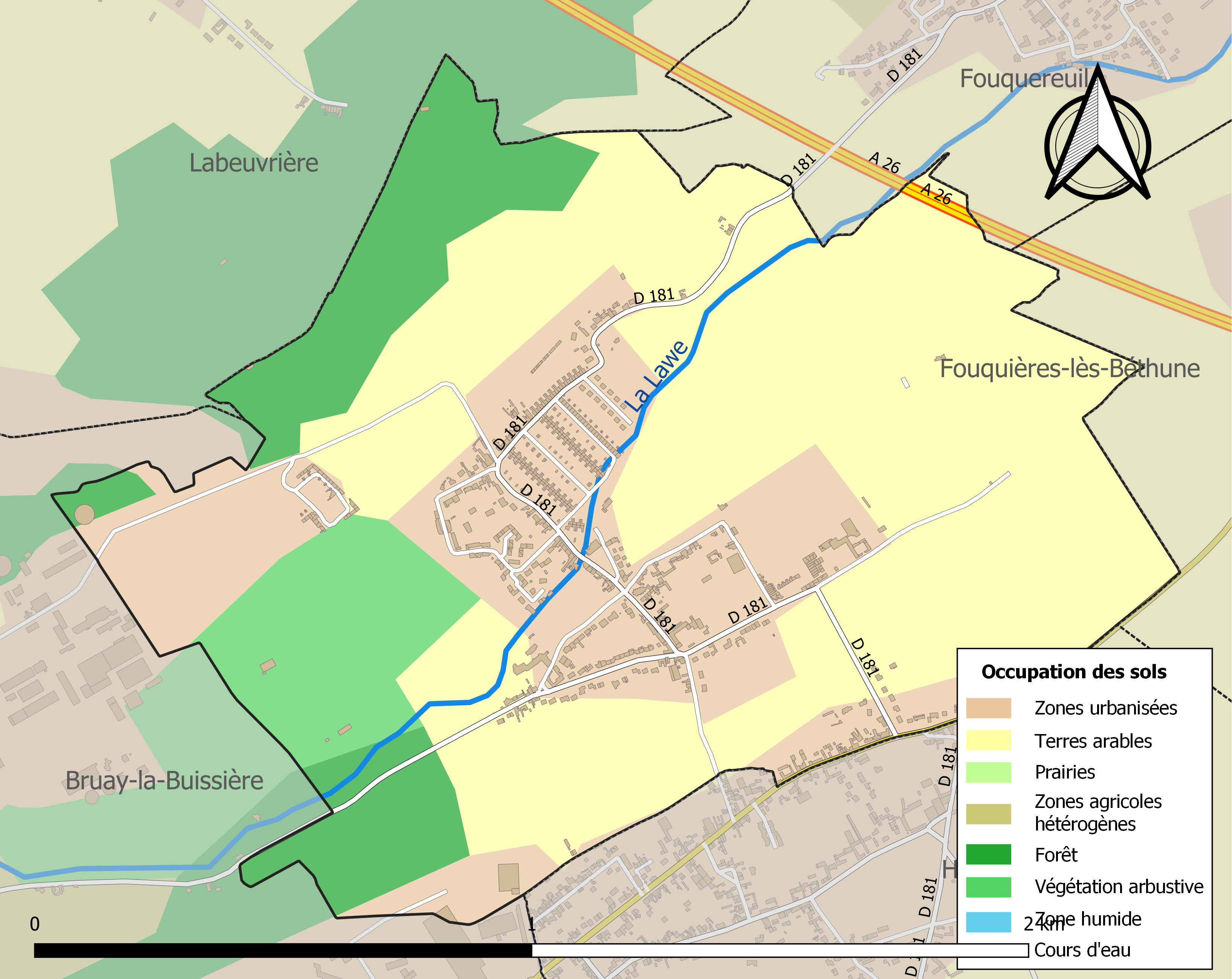
Carte des infrastructures et de l'occupation des sols de la commune en 2018 (CLC).

### Voies de communication et transports

#### Voies de communication
Le nord du territoire de la commune est traversé par l'autoroute A 26, aussi appelée autoroute des Anglais, reliant Calais et Troyes et est située à 4 km de la sortie no 6 de cette autoroute.

#### Transport ferroviaire
La commune se trouve à 6 km, à l'est, de la gare de Béthune, située sur les lignes d'Arras à Dunkerque-Locale et de Fives à Abbeville, desservie par des TGV inOui et des trains régionaux du réseau TER Hauts-de-France.

## Toponymie
Le nom de la localité est attesté sous les formes Gosnacum vers 1000 ; Gotnai en 1135 ; Cosnes en 1152 ; Gothnai en 1152 ; Gornay en 1198 ; Gonay en 1312 ; Ghosnay en 1321 ; Gosnayum en 1321 ; Gosnay en 1323 ; Gonnay en 1329 ; Gomnés en 1329 ; Gosgnay en 1333 ; Gosnaium en 1394 ; Gosnoy au XVe siècle; Gosnay en 1793 et depuis 1801.

## Histoire

### Première Guerre mondiale
La commune est décorée de la croix de guerre 1914-1918 par décret du 25 septembre 1920, distinction également attribuée à 276 autres communes du Pas-de-Calais.

## Politique et administration

### Découpage territorial
La commune se trouve dans l'arrondissement de Béthune du département du Pas-de-Calais, depuis 1801.

#### Commune et intercommunalités
La commune est membre de la communauté d'agglomération de Béthune-Bruay, Artois-Lys Romane.

#### Circonscriptions administratives
La commune est rattachée au canton de Nœux-les-Mines. Avant le redécoupage cantonal de 2014, elle était, depuis 1984, rattachée au canton de Barlin. Auparavant, elle a été rattachée au canton de Bruay-en-Artois en 1962 et, depuis 1801, au canton de Houdain.

#### Circonscriptions électorales
Pour l'élection des députés, la commune fait partie de la dixième circonscription du Pas-de-Calais.

### Élections municipales et communautaires

#### Liste des maires
| Période                                  | Période                    | Identité           | Étiquette | Qualité                                             |
| ---------------------------------------- | -------------------------- | ------------------ | --------- | --------------------------------------------------- |
| Les données manquantes sont à compléter. |                            |                    |           |                                                     |
| 1977                                     | 1989                       | Paul Tournel       |           |                                                     |
| 1989                                     | 2014                       | Francis Verloo     |           | Instituteur                                         |
| 2014                                     | En cours (au 12 mars 2022) | Virginie Souillart | DVD       | Assistante sociale, Réélu pour le mandat 2020-2026, |

## Équipements et services publics

### Enseignement
La commune est située dans l'académie de Lille et dépend, pour les vacances scolaires, de la zone B.
Elle administre l'école primaire Jean Jaurès.

### Justice, sécurité, secours et défense
La commune dépend du tribunal judiciaire de Béthune, du conseil de prud'hommes de Béthune, de la cour d'appel de Douai, du tribunal de commerce d'Arras, du tribunal administratif de Lille, de la cour administrative d'appel de Douai, du pôle nationalité du tribunal judiciaire de Béthune et du tribunal pour enfants de Béthune.

## Population et société

### Démographie
Les habitants de la commune sont appelés les Gosnaysiens.

#### Évolution démographique
L'évolution du nombre d'habitants est connue à travers les recensements de la population effectués dans la commune depuis 1793. Pour les communes de moins de 10 000 habitants, une enquête de recensement portant sur toute la population est réalisée tous les cinq ans, les populations de référence des années intermédiaires étant quant à elles estimées par interpolation ou extrapolation. Pour la commune, le premier recensement exhaustif entrant dans le cadre du nouveau dispositif a été réalisé en 2008.

En 2022, la commune comptait 946 habitants, en stagnation par rapport à 2016 (Pas-de-Calais : −0,72 %, France hors Mayotte : +2,11 %).
| 1793 | 1800 | 1806 | 1821 | 1831 | 1836 | 1841 | 1846 | 1851 |
| ---- | ---- | ---- | ---- | ---- | ---- | ---- | ---- | ---- |
| 128  | 168  | 183  | 184  | 185  | 185  | 181  | 196  | 219  |

| 1856 | 1861 | 1866 | 1872 | 1876 | 1881 | 1886 | 1891 | 1896 |
| ---- | ---- | ---- | ---- | ---- | ---- | ---- | ---- | ---- |
| 231  | 254  | 230  | 228  | 273  | 253  | 270  | 280  | 307  |

| 1901 | 1906  | 1911  | 1921  | 1926  | 1931  | 1936  | 1946  | 1954  |
| ---- | ----- | ----- | ----- | ----- | ----- | ----- | ----- | ----- |
| 513  | 1 100 | 1 337 | 1 666 | 1 447 | 1 404 | 1 431 | 1 561 | 1 654 |

| 1962  | 1968  | 1975  | 1982  | 1990  | 1999  | 2006  | 2008  | 2013 |
| ----- | ----- | ----- | ----- | ----- | ----- | ----- | ----- | ---- |
| 1 509 | 1 388 | 1 297 | 1 178 | 1 226 | 1 195 | 1 092 | 1 063 | 963  |

| 2018 | 2022 | - | - | - | - | - | - | - |
| ---- | ---- | - | - | - | - | - | - | - |
| 955  | 946  | - | - | - | - | - | - | - |

#### Pyramide des âges
En 2018, le taux de personnes d'un âge inférieur à 30 ans s'élève à 33,9 %, soit en dessous de la moyenne départementale (36,7 %). À l'inverse, le taux de personnes d'âge supérieur à 60 ans est de 26,2 % la même année, alors qu'il est de 24,9 % au niveau départemental.
En 2018, la commune comptait 477 hommes pour 478 femmes, soit un taux de 50,05 % de femmes, légèrement inférieur au taux départemental (51,50 %).
Les pyramides des âges de la commune et du département s'établissent comme suit.
| Hommes | Classe d’âge | Femmes |
| ------ | ------------ | ------ |
| 0,2    | 90 ou +      | 1,7    |
| 5,9    | 75-89 ans    | 11,1   |
| 16,1   | 60-74 ans    | 17,4   |
| 21,6   | 45-59 ans    | 23,6   |
| 18,0   | 30-44 ans    | 16,7   |
| 15,3   | 15-29 ans    | 14,2   |
| 22,9   | 0-14 ans     | 15,3   |

| Hommes | Classe d’âge | Femmes |
| ------ | ------------ | ------ |
| 0,5    | 90 ou +      | 1,6    |
| 5,6    | 75-89 ans    | 8,9    |
| 16,7   | 60-74 ans    | 18,1   |
| 20,2   | 45-59 ans    | 19,2   |
| 18,9   | 30-44 ans    | 18,1   |
| 18,2   | 15-29 ans    | 16,2   |
| 19,9   | 0-14 ans     | 17,9   |

## Culture locale et patrimoine

### Lieux et monuments

#### Patrimoine mondial
Depuis le 30 juin 2012, la valeur universelle et historique du bassin minier du Nord-Pas-de-Calais est reconnue et inscrite sur la liste du patrimoine mondial l’UNESCO. Parmi les 353 sites, répartis sur 109 lieux inclus dans le périmètre du bassin minier, le site no 92 de Gosnay est formé par la cité de corons du Château des Dames à Gosnay, utilisée par la Compagnie des mines de Bruay pour y loger les mineurs de sa fosse no 1 - 1 bis,.

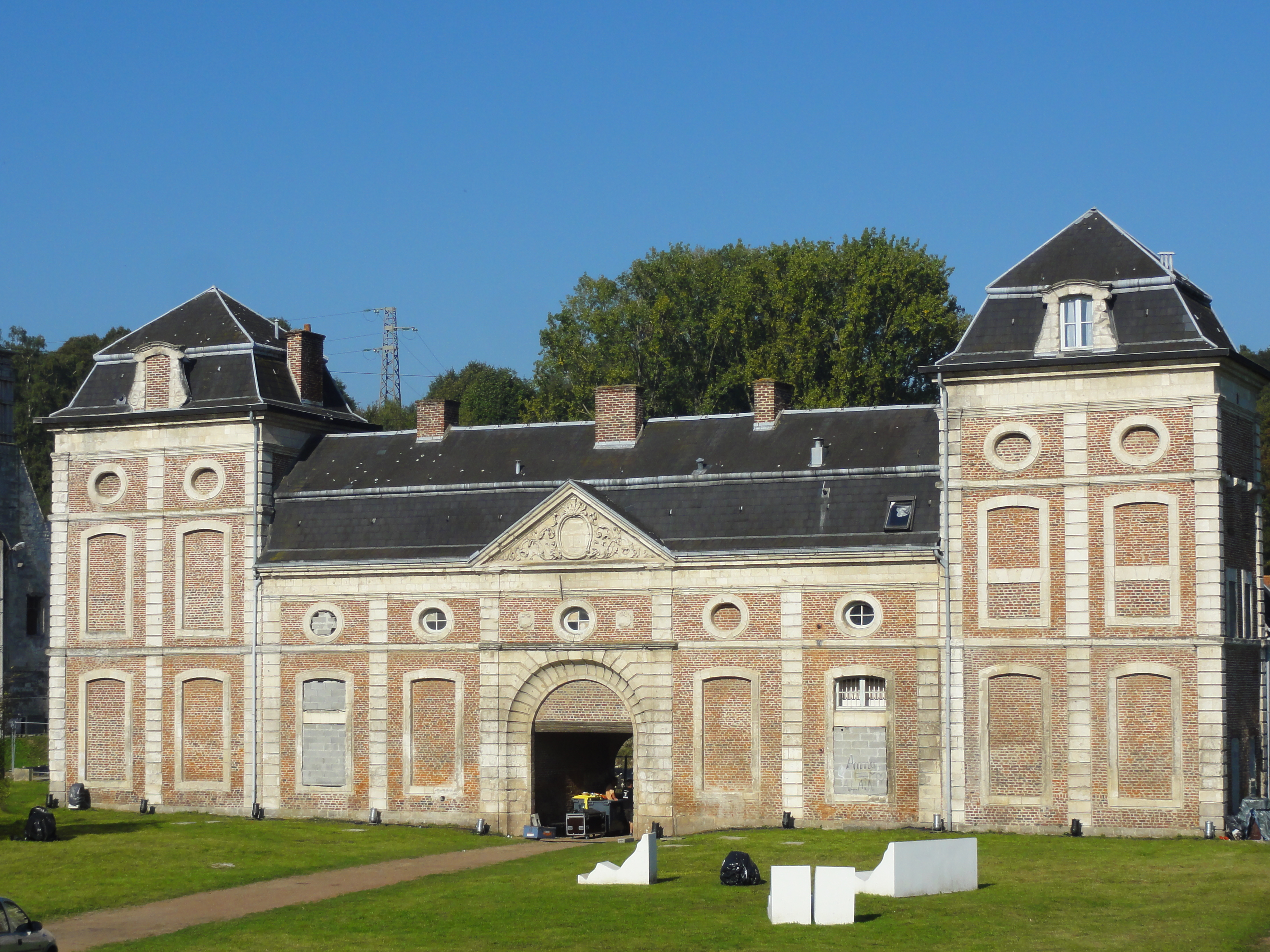
Le bâtiment principal.
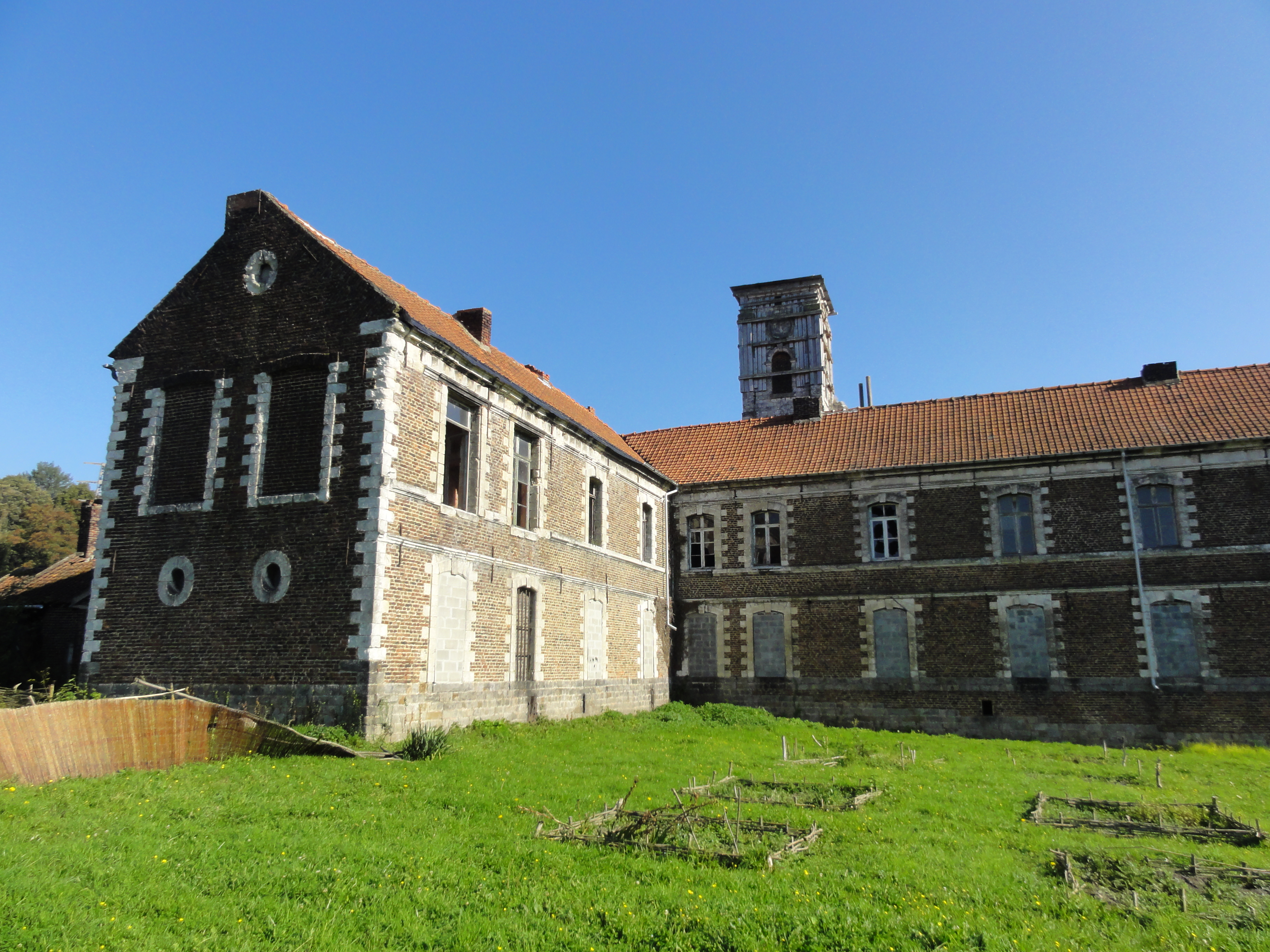
Un corps de ferme reconverti en habitations.

#### Monuments historiques
- L'ancienne chartreuse des Dames fait l’objet d’une inscription au titre des monuments historiques depuis le 10 juin 1986[48]. L'ensemble est composé : des restes de l'église ; façades et toitures du bâtiment de la porterie, des bâtiments adjacents à l'église, de la maison du jardinier, des bâtiments situés en équerre au nord-ouest ; anciens murs de clôture avec la tourelle Sud ; sol compris à l'intérieur de l'enceinte ; boiseries subsistantes.
- L'ancienne chartreuse des Hommes, Logis des Hôtes, fait l’objet d’une inscription au titre des monuments historiques depuis le 10 juin 1986[49], dit château Gamot comprenant : portail et grille d'entrée sur rue avec les six piliers ; quatre piliers sur cour ; façades et toitures du château proprement dit y compris les remises (mais à l'exclusion de la partie récemment refaite sur la façade arrière) ; escalier principal avec sa rampe en fer forgé et sa cage. Ancienne sucrerie : façades et toitures sur rue et sur cour du porche d'entrée et des deux bâtiments qui l'encadrent ; façade et toiture sur cour du bâtiment correspondant aux parcelles AB 28 à 33 ; parties subsistantes du mur de clôture ; sol compris à l'intérieur de l'enceinte.

#### Autres lieux et monuments
- L'église Saint-Léger datant du XVIIIe siècle[50]. Elle héberge 22 éléments patrimoniaux, répertoriés dans la base Palissy, classés ou inscrits au titre d'objet des monuments historiques dont douze sont classés[51].
- Le monument aux morts[52].
- Le terril no 259.

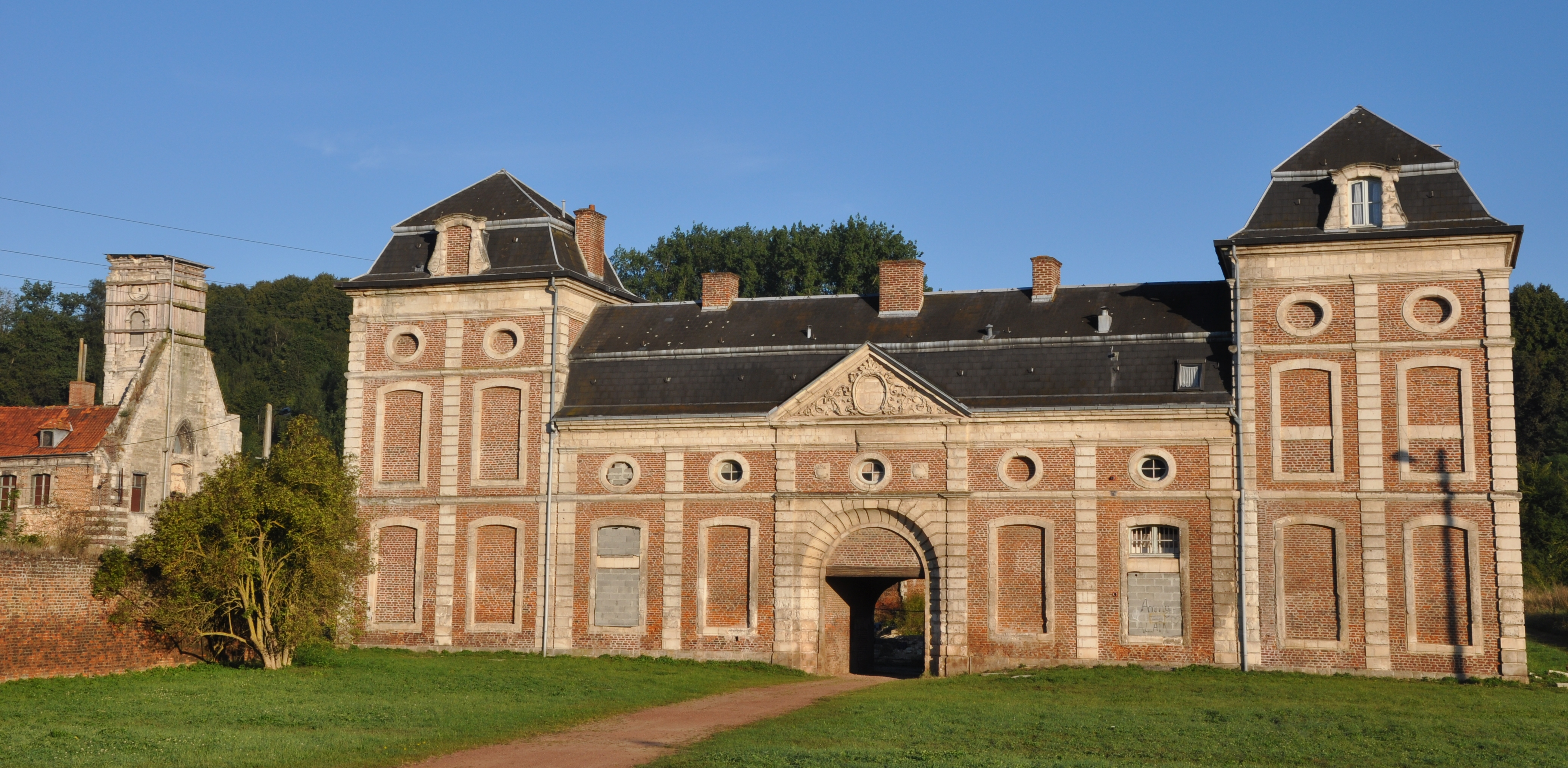
La chartreuse des Dames.
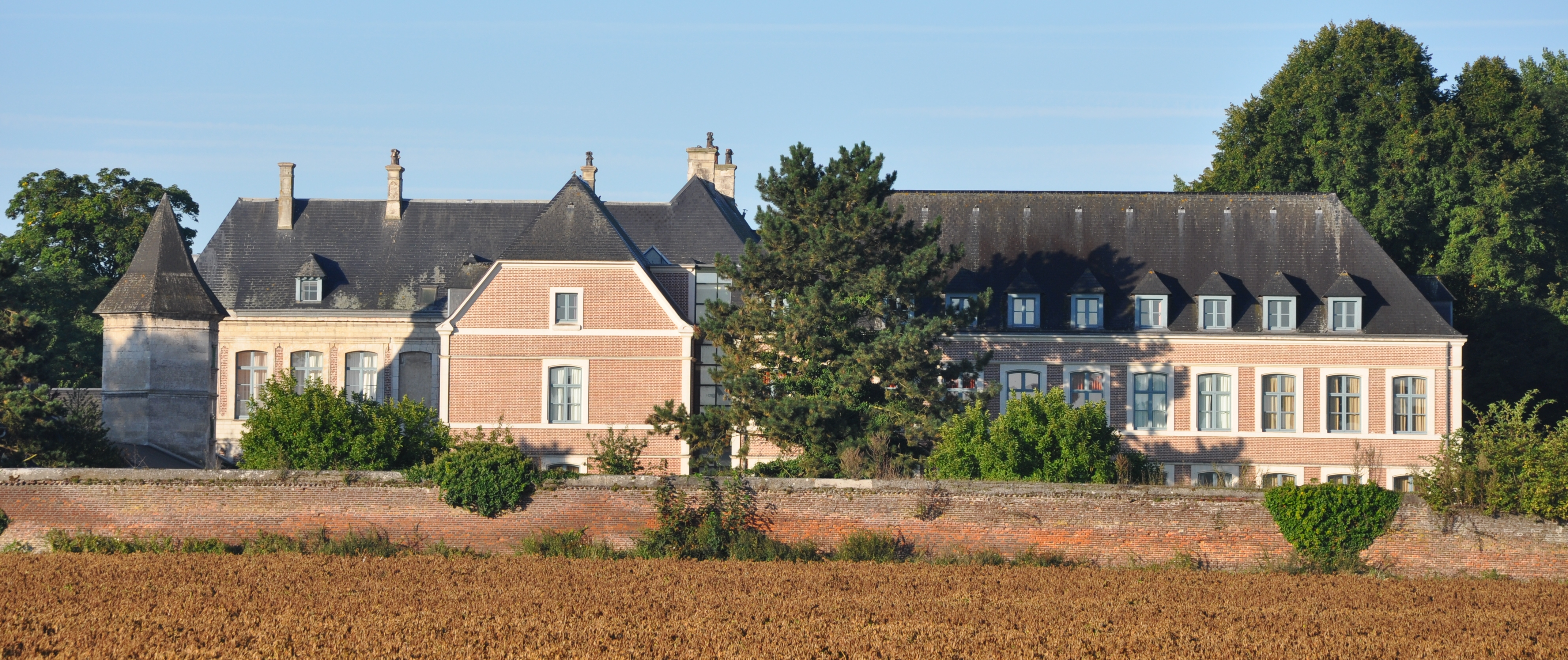
La chartreuse des Hommes.
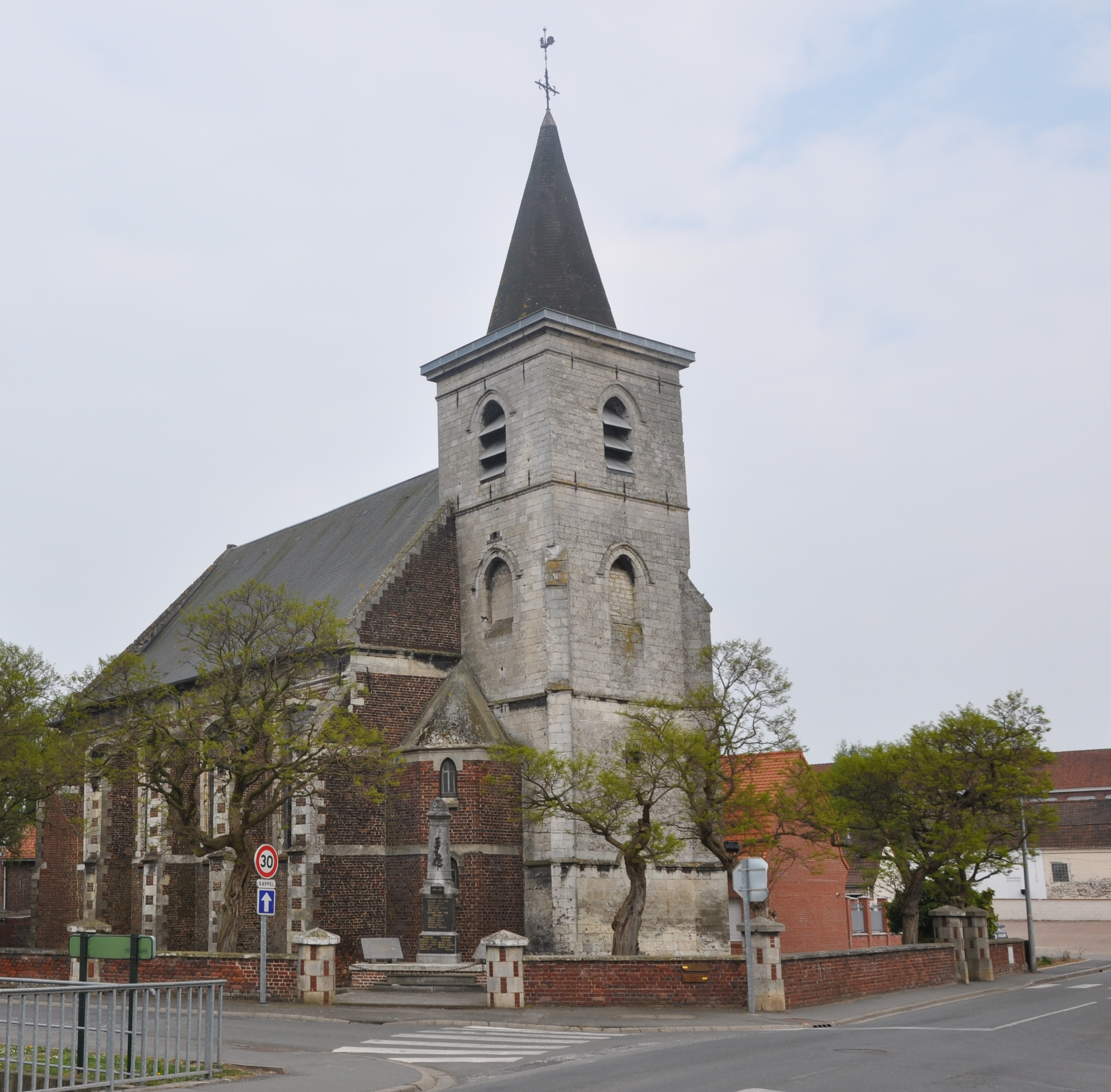
L'église Saint-Léger.
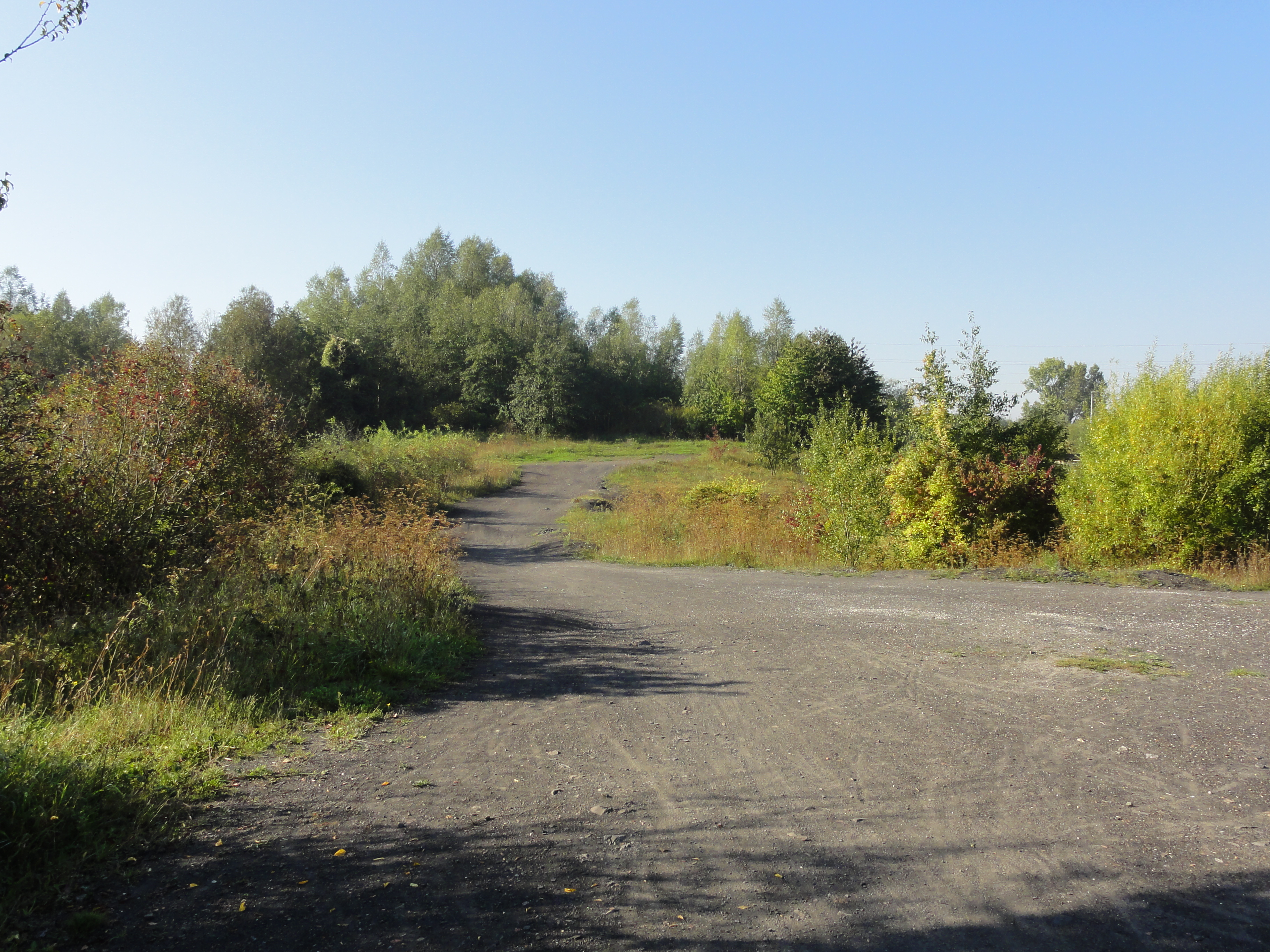
Le terril no 259.

### Personnalités liées à la commune
- Thierry Larchier d'Hirson (1270-1328) évêque d'Arras, à l'origine de la chartreuse des Hommes
- Mathilde d'Artois dite Mahaut (1268-1329), comtesse d'Artois et de Bourgogne pair de France et petite nièce de Saint-Louis, à l'origine de la chartreuse des Dames
- Madeleine Guillemant-Sintitive (1917-2010), résistante française inhumée dans la commune. Elle est chevalier de l’ordre national du mérite, commandeur de l’ordre des Palmes académiques, médaille des déportés internés et de la Résistance, elle est nommée chevalier dans l’ordre national de la Légion d'honneur par décret du 31 décembre 1999[53].

### Héraldique
| Blason de Gosnay | Blason  | D'argent à la fasce de gueules, à deux crosses de sable, les crosserons vers senestre, passées en sautoir, enfilées en abîme dans une couronne de comte d'or et brochant sur le tout. |
| Blason de Gosnay | Détails | Adopté par la municipalité le 22 janvier 1986. |

## Pour approfondir

#### Bases de données, dictionnaires et encyclopédies
- Ressources relatives à la géographie :   - Insee (communes)
  - Ldh/EHESS/Cassini
- Ressource relative à plusieurs domaines :   - Annuaire du service public français
- Notices d'autorité :   - VIAF
  - BnF (données)
  - LCCN
  - Israël
  - WorldCat